# Comté de Kent (Australie)
Pour les articles homonymes, voir Comté de Kent.
Le Comté de Kent est une zone d'administration locale  au sud-est de l'Australie-Occidentale en Australie. Le comté est situé à 320 kilomètres au sud-est de Perth, la capitale de l'État. 
Le centre administratif du comté est la ville de Nyabing.
Le nom de Kent vient du nom d'un membre de l'expédition du Dr Wilson en 1829.
Le comté est divisé en deux localités:
- Nyabing
- Pingrup

Le comté a 8 conseillers locaux et est divisé en 4 circonscriptions qui élisent chacune 2 conseillers:
- Holland Rock Ward
- Mindarabin Ward
- Nampup Ward
- Pingarnup Ward